# Культ личности Сиада Барре

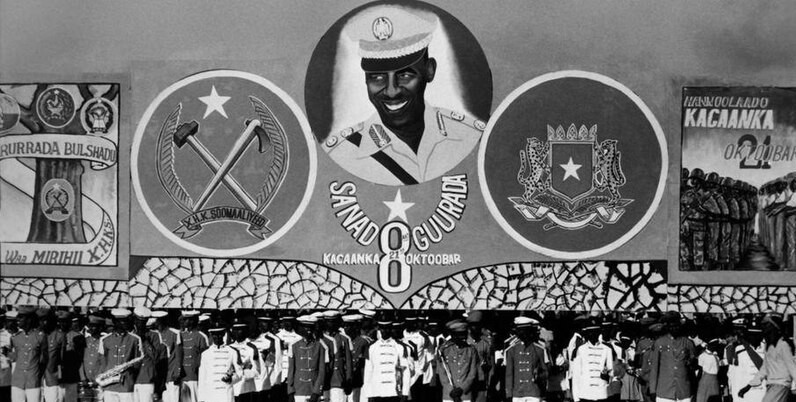
Портрет Сиада Барре между эмблемой правящей партии и государственным гербом на празднованиях годовщины прихода к власти, 1977

Культ личности Сиада Барре - возвеличивание образа сомалийского диктатора Сиада Барре во время его правления (1969-1991). Тоталитарный коммунистический режим Барре строил культ личности в сталинистском стиле, желая сделать его абсолютно всепроницаемым и вездесущим. В конечном итоге культ личности обожествлял Барре до состояния "коммунистического бога".

## Приход к власти и политика
Сиад Барре стал диктатором Сомали после захвата власти в 1969 году, будучи лидером Верховного революционного совета - военной хунты, управлявшей государством до своего роспуска в 1976 году. Хунта вскоре разработала программу развития, получившую название "Сомалийский революционный процесс". Барре обьявил рождение Сомалийской Демократической Республики и движение по пути идеологии, названной им "научным социализмом", которая была направлена на модернизацию экономики Сомали в соответствии с марксистскими и исламскими принципами. По его словам, его идеология состояла из трех элементов: развитие общества, основанное на самообеспечении, марксистский социализм и ислам. Однако его идеи, которые он назвал научным социализмом, сильно отличались от того, что партийные идеологи продвигали в Советском Союзе или Китае: на деле это была смесь идей Маркса, Ленина, Мао, Муссолини, и Корана. В конечном итоге этот "Сомалийский научный социализм", пропагандируемый Барре, стал известен как Сиадизм. Помимо реформ левого толка, коммунистический режим Барре характеризовался массовыми нарушениями прав человека, постепенным увеличением тоталитаризма и обширным культом личности. Первые годы его правления характеризовались ростом экономики, однако со временем он закончился, и началось еще большее усиление диктаторских мер: чуть ли не в каждой деревне или населенном пункте было свое отделение Guulwadayaal ("Пионеры революции"), народного ополчения, сформированного из неграмотной молодежи или преступников с целью шпионства за жителями и их ареста, а одно лишь упоминание о Службе национальной безопасности (тайной полиции) уже бросало в пот.
На словах режим стремился искоренить систему племен и кланов, приводящую к раздробленности государства и межклановым конфликтам, однако в реальности он активно эксплуатировал клановую раздробленность для удержания власти: в тайне диктатуру Барре называли инициалами MOD, что расшифровывалось как Marehan (клан самого Барре), Ogaden (клан его матери) и Dol-bahante (клан его зятя) - члены этих кланов в большинстве случаев удерживали ключевые и самые важные политические и военные посты.

## Идеи и проявления культа личности
При построении культа личности Барре искал вдохновения у своих кумиров: Ким Ир Сена, Гамаля Абделя Насера и Мао Цзэдуна, в особенности первого: культ в принципе строился под воздействием других социалистических диктатур, но именно Северная Корея оказала наибольшее влияние: Барре даже открыто сравнивали с Ким Ир Сеном, называя его "сомалийским аналогом" Северокорейского диктатора. Именно после возвращения сторонника Барре, Абдиризака Мохамеда Абубукара, из длительной поездки по КНДР, было отдано поручение использовать ту же самую модель, что и там: целью было сделать из Барре единственную личность, олицетворяющую Сомалийское государство. Желание режима Барре являться абсолютно вездесущим порой доводило до абсурда: к примеру, его портрет должен был быть на каждом официальном документе или отчете. Позже Абдиризак получил государственную награду за его "революционные заслуги" (в виде главного идеолога и архитектора сомалийского культа личности).

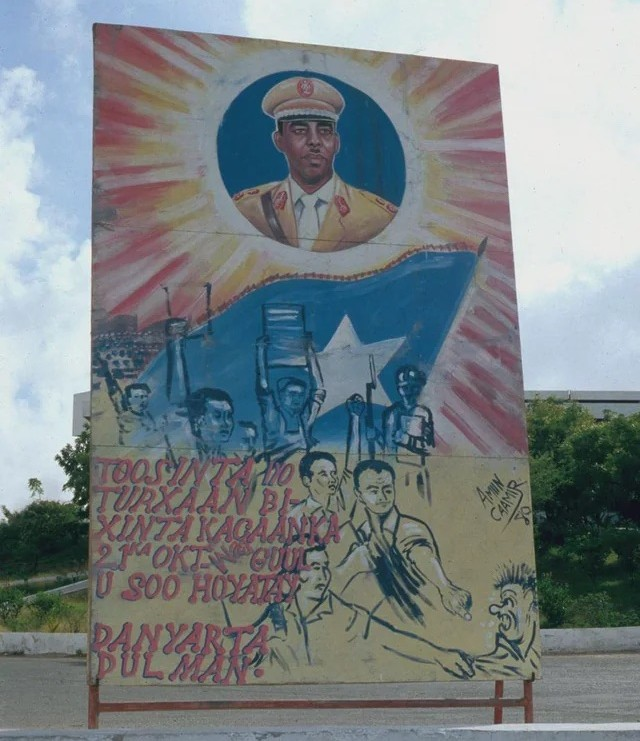
Портрет Барре в Могадишо, 1972

Наряду с портретами Карла Маркса, Иосифа Сталина и Владимира Ленина, на чуть ли не каждой улице, любом магазине или правительственном учреждении, в офисах и даже больничных палатах, висели бесчисленные портреты и плакаты Барре - особенно много их было во время празднований и публичных мероприятий: к примеру, во время парадов портреты Барре проносились рядом с портретами Ленина или Маркса. Портреты намеренно изображали Барре более молодым, чем он был на самом деле. При любом визите Барре внутри страны его встречали аплодисментами и "патриотичными" возгласами. Лозунги, наставления и советы Барре, смешавшего коммунизм с исламом и сомалийским национализмом и продвигающего уникальный сомалийский путь к социалистической революции (который он "нашел"), были широко представлены в небольшой "сине-белой книжке Сиада Барре" (по аналогии с цитатником Мао Цзэдуна). Официальная ежедневная газета, известная как "Xiddigta Oktoobar" ("Октябрьская звезда"), была обязана в каждом выпуске размещать эпиграф, содержащий высказывания и цитаты Сиада Барре. Барре всегда пытался представить себя мудрым лидером и покровителем. Для некоторых сомалийцев Барре стал "Большим человеком" обладающим внушительной харизмой. Лично Барре был крайне самоуверенным в своей значимости для режима и государства, он постоянно напоминал и говорил своим подчиненным, что "я создал вас и обучил вас".

### Поэтическая пропаганда
Личность диктатора Барре активно восхвалялась в стихах и прочих произведениях искусства, направленных на еще большее углубление культа личности. Было сочинено огромное количество песен, возносящих Барре и желающих его бессмертия. Вся эта лирика активно распространялась через частые концерты а так же проигрывалась по радио, и была направлена на создание образа всезнающего отца Африки, ради чего искажалась даже история. Далее приведены лишь некоторые из подобных произведений: Aabbihii Ummaddow ifka noo joog ("О, отец нации, оставайся с нами в этом мире"), Aarkii Afrikow adduunyada ka arrimi ("О лев Африки, правь миром"), Caynaanka haay, weligaa haay ("Пожизненно удерживайте бразды правления"), Nooloow Siyaad ("Да здравствует Сиад"), Wehelkii calankoow Siyaad; waalidkii ummadow Siyaad ("Партнер флага, Сиад; родитель народа, Сиад").
Режим так же привлекал к подобным выступлением и детей-сирот, известных как Ubaxa Kacaanka (Цветы Революции): их выступления и песни осыпали Барре лестью и похвалой особенно часто.

### Титулы
Барре носил сразу несколько титулов и лестных прозвищ в Сомали. Самым главным, распространенным и позже ставшим официальным был титул "победоносный лидер" (Guulwaadde): его прозвали так вскоре после успешного переворота в 1969 году. Ниже приведен список других известных титулов.
- Учитель (macalinka)
- Учитель революции (macalinkii kacaanka)
- Товарищ Сиад (jaalle Siyaad)
- Папа Сиад (aabe Siyaad)
- Отец знаний (aabaha aqoonta)
- Отец нации (aabaha qaranka)
- Отец мудрости (aabaha caqliga)